# セザリア・エヴォラ
セザリア・エヴォラ（Cesária Évora、1941年8月27日 - 2011年12月17日）は、カーボベルデ出身で、同国を代表する音楽ジャンルであるモルナの歌手。もともとは同国内の盛り場で歌を歌って糊口を凌ぐ生活を送っていたが、1992年にフランスでリリースしたCDの中に収められた曲"Sodade"が大ヒットし、その後世界各地で活躍するようになった。
「裸足の歌姫（Barefoot Diva）」や「モルナの女王」と称された。
2003年にアルバム「Voz D'Amor」でグラミー賞の最優秀コンテンポラリー・ワールドミュージック・アルバム賞を受賞した。
2011年12月17日、70歳で死去。

## ディスコグラフィー

### スタジオ・アルバム
- 裸足の歌姫（La Diva Aux Pieds Nus） (1988年)
- Distino de Belita (1990年)
- Mar Azul (1991年)
- Miss Perfumado (1992年)
- Cesária (1995年)
- Cabo Verde (1997)
- カフェ・アトランティコ（Café Atlantico） (1999年)
- 遙かなるサン・ヴィセンテ（São Vicente di Longe） (2001年)
- ヴォス・ドゥアモール（Voz d'Amor） (2003年)
- ロガマール（Rogamar） (2006年)
- ニャ・センティメント（Nha Sentimento） (2009年)